# Archidiecezja Freetown
Archidiecezja  Freetown – diecezja rzymskokatolicka w Sierra Leone. Powstała w 1858 jako wikariat apostolski Sierra Leone. W 1950 podniesiony do rangi diecezji Freetown i Bo. Ustanowiony archidiecezją w 1970. Od 2011 po utworzeniu  diecezji Bo nosi obecną nazwę.

## Biskupi diecezjalni
- Melchior-Marie-Joseph de Marion-Brésillac MEP (1858-1859)
- John Joseph O'Gorman CSSp (1903-1932)
- Bartholomew Stanislaus Wilson CSSp (1933-1936)
- Ambrose Kelly CSSp (1937-1952)
- Thomas Joseph Brosnahan CSSp (1952-1980)
- Joseph Henry Ganda (1980-2007)
- Edward Tamba Charles (2008-)